# Infinera
Infinera Corporation ist ein Hersteller von optischen Übertragungssystemen für lange Strecken über Glasfasernetze mit Hilfe der Dichten Wellenlängenmultiplextechnik für den Markt der Diensterbringer von Telekommunikationsleistungen (telecommunication service provider).
Infinera beansprucht, die Welt der optischen Telekommunikation mit seinem „Digital Optical Networking“ geändert zu haben, einer neuen Herangehensweise, die durch photonische Integration ermöglicht wurde.
Infinera ist ein vertikal integriertes Unternehmen. Es hat seine eigene Chipherstellung (Fab) in Allentown und entwirft und stellt den „chip to the system“ im eigenen Unternehmen her.
Das Unternehmen ist nach eigenen Aussagen Marktführer für das optische Kernnetz (backbone DWDM) in Nordamerika.

## Geschichte
Im Jahr 2000 wurde das Vorgängerunternehmen Zepton Networks gegründet und erhielt die erste Kapitalzufuhr im April des Jahres 2001. 
Das Jungunternehmen arbeitete „verdeckt“, bis die ersten Produkte im Jahr 2004 vorgestellt wurden, obwohl einige frühe Presseberichte die Technologie ihrer Bauteile – integrierter optischer Schaltkreise aus Indiumphosphid beschrieben.
Infinera ging im Jahr 2007 an die Börse. Der Börsengang erbrachte 182 Millionen US-Dollar. Zum 28. Februar 2025 wurde Infinera von Nokia übernommen. Die EU-Kommission genehmigte die Übernahme ohne Auflagen.

## Management
- David Heard, Chief Executive Officer
- David F. Welch, Mitbegründer und Präsident
- Nancy Erba, Chief Financial Officer
- Kambiz Y. Hooshmand, Chairman of the Board

## Technologie
Infinera ist ein Pionier bei Entwurf und Herstellung großer optischer integrierter Schaltungen (large scale photonic integrated circuits) oder PIC.